# Enying
Enying è una città dell'Ungheria di 7.166 abitanti (dati 2001). È situata nella contea di Fejér.

## Amministrazione

### Gemellaggi
- Bad Urach, Germania
- Brzegbe, Polonia
- Huedin, Romania